# Grotta su Coloru

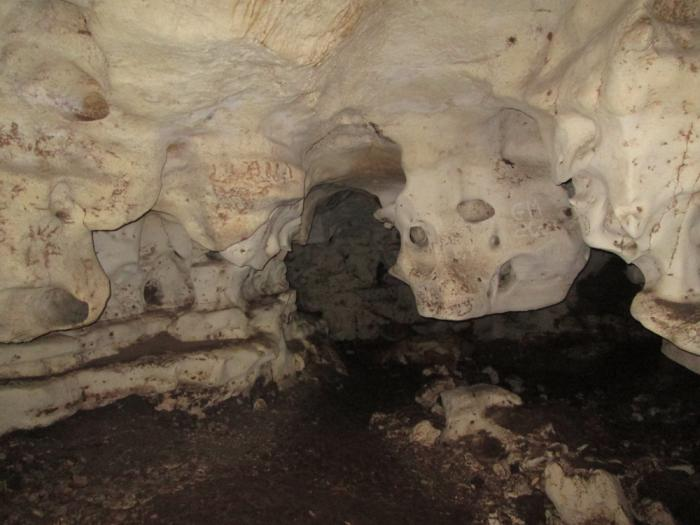
Grotta su Coloru

Die Grotta su Coloru ist eine Karsthöhle in Laerru, bei Sassari in der Gallura auf Sardinien. In der etwa 600 m langen, horizontalen Durchgangshöhle werden seit Mitte der 1990er Jahre archäologische Ausgrabungen vorgenommen. Die Höhle ergab reiche Funde von Steinwerkzeugen und Artefakten, die durch radiometrische Datierung in die Zeit des Übergangs Mittelsteinzeit/Jungsteinzeit eingeordnet werden konnten und mit der Cardial- oder Impressokultur in Verbindung stehen.